# Merc
Merc je priimek več znanih Slovencev:
- Božidar Merc (*1951), dr. teorije in filozofije prava, delovni sodnik (Mb)
- Dušan Merc (*1952), pisatelj, osnovnošolski ravnatelj, publicist
- Jasna Merc (? - 2017), dramatičarka, urednica Cicibana
- Maša Merc (*1978), fotomodel, podjetnica
- Matjaž Merc, ortoped, kirurg
- Mojca Merc, prevajalka
- Niko Merc, šahist, pedagog
- Peter Merc, dr. prava, informatik, pobudnik in zagovornik delitvene ekonomije v Slov.
- Uroš Merc, doktor elektotehnike, fotovoltaični podjetnik
- Viktor Merc (1912 - 2001), gimn. prof.-slavist